# John Hartley

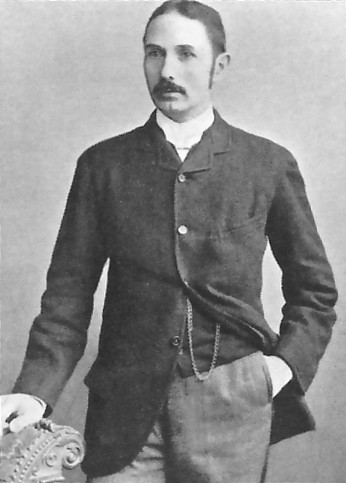
John Hartley

John Thorneycroft Hartley, född 9 januari 1849 i Wolverhampton, England, död 21 augusti 1935 var en brittisk domprost och tennisspelare, ihågkommen för sina två singeltitlar i Wimbledonmästerskapen.

## Tenniskarriären

### Segrarna i Wimbledonmästerskapen
Hartley vann två singeltitlar i Wimbledonmästerskapen (1879 och 1880). Tennis (eg. lawn tennis) var vid denna tid fortfarande en ny sport och turneringen 1879 på gräsbanorna vid Worple Road i Wimbledon var bara de tredje som dittills hade spelats. Hartleys inställning till tävlingarna den sommaren torde ha varit den, att det mer var fråga om trevlig underhållning än en verklig idrottstävling. 
Det berättas om turneringen 1879 att Hartley, efter att på lördagen ha vunnit kvartsfinalen, tog tåget hem till Burneston och predikade som vanligt på söndagen. Därefter vakade han hela kvällen och natten till måndagen hos en döende församlingsmedlem. Efter att denne tidigt på morgonen avlidit, red Hartley på sin häst till stationen och tog tåget till London. I hästdroskan till Wimbledon bytte han sedan om till tenniskläder och vann därefter sin semifinalmatch . 
På tisdagen var det dags för finalen i "All Comers Round", en match där segraren skulle få möta förra årets mästare i slutfinalen ("Challenge Round").  Detta år blev dock denna match den verkliga finalen, eftersom det föregående årets segrare, Frank Hadow befann sig på Ceylon och inte var tillgänglig att försvara sin titel. I finalen i All Comers Round mötte John Hartley den atletiske irländaren Vere St Leger Goold från Waterford, County Cork. Den bollsäkre baslinjespelaren Hartley utmanövrerade den attackspelande St Leger med siffrorna 6-4, 6-4, 6-3. Han vann därmed sin första titel i det som senare skulle räknas som en Grand Slam-turnering.
Året därpå försvarade John Hartley framgångsrikt sin Wimbledon-titel, då han i "Challenge Round" besegrade Herbert Lawford med 6-3, 6-2, 2-6, 6-3. Lawford utvecklades därefter snabbt som tennisspelare och blev 1887 själv Wimbledonmästare.

### Förlusten mot William Renshaw
År 1881 utmanades John Hartley i "Challenge Round" av William Renshaw. Denna gång mötte han en spelare som hade en helt annan, modernare inställning till tennisspelet. William Renshaw och hans bror Ernest Renshaw förvandlade tennisen från avkopplande motion till kraftfull tävlingsidrott. De var också de första spelarna som använde smash som offensivt vapen och tränade tennis året runt. John Hartley var chanslös och förlorade med 6-0, 6-1, 6-1.
Efter denna finalförlust är inget mer känt om eventuellt vidare tennisspel för John Hartley.

## Personen Hartley
John Hartley föddes som nummer två i en syskonskara på fem. Fadern, liksom tidigare farfadern, var borgmästare i Wolverhampton och sonen växte upp under välbärgade omständigheter. Hartley blev kyrkoherde och så småningom domprost (canon) i Burneston i North Yorkshire. 
Till sin natur har han beskrivits som framåt och energifylld. Han var dessutom en god simmare. Hartley var överallt välsedd och hade livet igenom ett gott anseende.

## Singeltitlar
- Wimbledonmästerskapen
  - 1879, 1880